# Matteo Montani
 (janvier 2025).
La mise en forme du texte ne suit pas les recommandations de Wikipédia : il faut le « wikifier ».
Les points d'amélioration suivants sont les cas les plus fréquents. Le détail des points à revoir est peut-être précisé sur la page de discussion.
- Les titres sont pré-formatés par le logiciel. Ils ne sont ni en capitales, ni en gras.
- Le texte ne doit pas être écrit en capitales (les noms de famille non plus), ni en gras, ni en italique, ni en « petit »…
- Le gras n'est utilisé que pour surligner le titre de l'article dans l'introduction, une seule fois.
- L'italique est rarement utilisé : mots en langue étrangère, titres d'œuvres, noms de bateaux, etc.
- Les citations ne sont pas en italique mais en corps de texte normal. Elles sont entourées par des guillemets français : « et ».
- Les listes à puces sont à éviter, des paragraphes rédigés étant largement préférés. Les tableaux sont à réserver à la présentation de données structurées (résultats, etc.).
- Les appels de note de bas de page (petits chiffres en exposant, introduits par l'outil «  Source ») sont à placer entre la fin de phrase et le point final[comme ça].
- Les liens internes (vers d'autres articles de Wikipédia) sont à choisir avec parcimonie. Créez des liens vers des articles approfondissant le sujet. Les termes génériques sans rapport avec le sujet sont à éviter, ainsi que les répétitions de liens vers un même terme.
- Les liens externes sont à placer uniquement dans une section « Liens externes », à la fin de l'article. Ces liens sont à choisir avec parcimonie suivant les règles définies. Si un lien sert de source à l'article, son insertion dans le texte est à faire par les notes de bas de page.
- La présentation des références doit suivre les conventions bibliographiques. Il est recommandé d'utiliser les modèles {{Ouvrage}}, {{Chapitre}}, {{Article}}, {{Lien web}} et/ou {{Bibliographie}}. Le mode d'édition visuel peut mettre en forme automatiquement les références.
- Insérer une infobox (cadre d'informations à droite) n'est pas obligatoire pour parachever la mise en page.

Pour une aide détaillée, merci de consulter Aide:Wikification.
Si vous pensez que ces points ont été résolus, vous pouvez retirer ce bandeau et améliorer la mise en forme d'un autre article.
 (janvier 2025).
Matteo Montani est un peintre et sculpteur italien contemporain né à Rome en 1972.

## Biographie
Matteo Montani a suivi des études secondaires classiques avant d’étudier à l'Académie des beaux-arts de Rome, sections Peinture et Sculpture. Il obtient son diplôme 1997.
Entre 1988 et 1996, Montani travaille en tant qu’assistant dans l’atelier d'Alfredo Pirri. Étudiant, il côtoie les artistes Günther Förg et Michelangelo Pistoletto et participe à la préparation de leurs expositions.
En 2000, à la suite de sa première exposition au Studio Casoli de Milan, Montani remporte le Prix Suzarra en Italie, puis l’année suivante, il est le vainqueur de  la sélection nationale de la Biennale des Jeunes Artistes d’Europe Méditerranéenne de Sarajévo en Bosnie-Herzégovine. 
À partir de 2003, plusieurs galeries italiennes exposent les travaux de Montani, notamment la galerie historique de Fabio Sargentini à Rome, L’Attico, qui présente également des œuvres de Gilbert et George, Joseph Beuys, Yannis Kounellis, Gino De Dominicis ou Sol LeWitt. En 2008, Montani participa à la  Quadriennale de Rome.
En 2010 et 2011, les œuvres de Montani sont exposées à l’étranger lors d’expositions personnelles, en Grèce avec la Galerie Kalfayan, à New York à la Casa Italiana Zerilli-Marimo , et dans plusieurs villes d’Allemagne, dont Wurtzbourg avec le Museum Am Dom  lors de son exposition d’œuvres monumentales Seelenlandschaft .
Montani a participé à de nombreuses expositions collectives aux côtés d’artistes comme Mimmo Paladino, Markus Lüpertz, Mark Francis, Yannis Kounellis, Vasco Bendini, Ian Davenport. Il est présent lors des grandes foires internationales d’art contemporains ; Bologna Artefiera, Turin Artissima, Art Los Angeles, Pulse Miami, Art Dubai, et continue à collaborer avec des galeries de renom, notamment la galerie italienne de Marilena Bonomo aux côtés d’artistes comme Kiki Smith, le sculpteur James Brown, le photographe Elger Esser, ainsi qu'avec la galerie Otto ou la galerie PACI Contemporary. Il est invité par plusieurs musées pour y exposer ses œuvres, notamment le Musée d’Art de Ravenne, le MAR. En 2013 il remporte le Prix Spécial du Jury de la Fondation Michetti.
En 2014, la Galerie Nationale d’Art Moderne de Rome fait entrer une œuvre de Montani dans sa collection permanente en acquérant une installation en cire exposée cette même année au musée H.C. Andersen, à Rome, lors de l’exposition personnelle de l’artiste, Andarsene .
En 2015, la galerie de Luca Tommasi Arte Contemporanea représente l’artiste en Italie, aux côtés d’artistes tels Alexis Harding, Philip Taaffe, Alberto di Fabio ou Paul Jenkins.
En 2016, la galerie new-yorkaise Elkon Gallery organise une exposition des derniers travaux de l’artiste italien.

## Principales expositions personnelles
- 2017 Unfolding, Galleria Nicola Pedana [20], Caserta, Italie, The Glow and The Glare, Luca Tommasi Arte Contemporanea Gallery, Milan, Italie
- 2016 Racconto Rosso, Fabio Sargentini-L'Attico, Rome, Italie[21].
- 2016 Once Upon a Time Life, Again, The Elkon Gallery, New York, États-Unis[22]
- 2015 Things Behind, galerie Luca Tommasi Arte Contemporanea, Milan, Italie[23]; Matteo Montani (avec Peter Flaccus), Otto Gallery, Bologne, Italie [24]
- 2014 Andarsene, Musée H.C.Andersen, Rome, Italie[25]
- 2012 Bendini-Montani, Musée Carichieti, Chieti, Italie[26]; I luoghi del’immagine (con Marco Grimaldi), Gallery Morone, Milan, Italie [27]
- 2011 Seelenlandschaft, Musée am Dom, Würzburg, Allemagne[28]
- 2010 Il guardiano della soglia, galerie Kalfayan, Athènes, Grèce[29]; Matteo Montani, Casa Italiana Zerilli-Marimo, États-Unis, A cielo aperto, galerie Otto, Bologne, Italie[30]; Naturaldurante, galerie Marilena Bonomo, Bari, Italie [31]
- 2009 Abbassare il cielo agli occhi, Galerie PACI Contemporary, Brescia, Italie[32]
- 2008 15e Quadriennale de Rome, Il bacio e altre strade per le stelle", galerie Valentina Bonomo, Rome, Italie[33]; Matteo Montani", Musée d’Art de Ravenne, Ravenne, Italie
- 2007 Foster, galerie L’Attico-Fabio Sargentini, Rome, Italie[34]
- 2005 Passerò per via Nicolò dell’Arca, galerie Marilena Bonomo, Bari, Italie[35]

## Principaux musées et galeries
- 2017 Galleria Nicola Pedana Arte Contemporanea [20], Caserta, Italie
- 2007/2015/2016 Galerie L’Attico, Rome, Italie[36]
- 2016 The Elkon Gallery, New York, États-Unis [22]
- 2015/2017 Galerie Luca Tommasi Arte Contemporanea, Milan, Italie
- 2014 Musée H.C. Andersen, Rome, Italie
- 2012 Musée de la Fondation Carichieti, Chieti, Italie
- 2011 Museum Am Dom Würzburg, Wurtzbourg, Allemagne
- 2010/2014 Galerie Otto, Bologne, Italie
- 2010The Zerilli-Marimò Foundation, New York, USA[37]
- 2010 Galerie Kalfayan, Athènes, Grèce[38]
- 2008 MAR Ravenne, Italie
- 2008 Galerie Valentina Bonomo, Rome, Italie[39]
- 2005 Galerie Marilena Bonomo, Bari, Italie

## Collections principales
- Galerie Nationale d’Art Moderne, Rome, Italie
- Unicredit, Milan, Italie
- Artefiera, Bologne, Italie
- Collection Benetton, Trévise, Italie
- Fondation La Quadriennale, Rome, Italie
- MAR, Ravenne, Italie
- Fondation VAF, Italie
- Museum Burg, Miltenberg, Allemagne
- Museum Am Dom, Würzburg, Allemagne
- Novartis Corporated, Whippanny (New Jersey), États-Unis

## Récompenses et distinctions
- 2013, Prix Michetti, Italie, Vainqueur du Prix Spécial du Jury
- 2009, Terna Award 02, Italie, Finaliste[1]
- 2008, Cairo Award, Milan, Italie, Finaliste[40]
- 2008, Talent Prize, Rome, Italie, Finaliste
- 2007, Prix Lissone, Lissone, Italie, Finaliste[41]
- 2001, Biennale des Jeunes Artistes d’Europe méditerranéenne, Sarajévo, Bosnie-Herzégovine, Vainqueur de la sélection nationale [42]
- 2000, Prix XL Suzzara, Suzzara, Italie, Vainqueur